# Jimmy Scott
Pour les articles homonymes, voir Scott.
 (mars 2020).
Si vous disposez d'ouvrages ou d'articles de référence ou si vous connaissez des sites web de qualité traitant du thème abordé ici, merci de compléter l'article en donnant les références utiles à sa vérifiabilité et en les liant à la section « Notes et références ».
Jimmy Scott, connu sous le surnom de Little Jimmy Scott, né James Victor Scott le 17 juillet 1925 à Cleveland dans l'État de l'Ohio des États-Unis et mort le 12 juin 2014, est un chanteur de jazz américain.

## Biographie
Troisième de dix enfants d’Arthur Scott et Justine Stanard-Scott, James Victor Scott voit le jour à Cleveland, le 17 juillet 1925. Durant l’absence souvent répétée de son père ne pensant qu’à boire, à jouer et à courir les femmes, Jimmy s'initie au chant auprès de sa mère au piano, avant de participer au chœur d'enfants dans une des églises de Cleveland. Entre-temps, il occupe divers emplois pour aider sa mère adorée à nourrir sa famille.
À douze ans déjà, il est connu comme chanteur à Cleveland depuis qu’un directeur de chorale lui a fait chanter pour la première fois Ferdinand the Bull, une chanson adaptée d’un dessin animé du même nom de Walt Disney. Le comédien, Tim McCoy, venu d’Akron, le remarque et l’embauche pour le faire chanter dans des clubs jusqu'au jour où, toujours en compagnie de l’acteur, il doit se sauver pour échapper à la police car il est mineur.
En 1938, sa mère meurt dans un accident de la circulation, tuée par un chauffard ivre, et son père décide de l’abandonner avec ses frères et sœurs. Peu de temps après, il est atteint du syndrome de Kallmann qui arrête sa croissance, et la mue de sa voix qui reste celle d'un enfant.
À vingt ans, le jeune homme part pour New York.

## Carrière
Jimmy Scott commence une carrière de chanteur professionnel et intègre, en 1948, l'orchestre de Lionel Hampton au côté de Quincy Jones, avec qui il enregistre un disque. La chanson Everybody's somebody's fool devient très vite un succès. Le briseur de cœur fait sensation, sa voix haute presque féminine semblable à celle de Billie Holiday, plait au public.
Il signe, en 1955, un contrat avec Savoy Records et enregistre deux albums dont un avec le pianiste aveugle, Ray Charles. Mais le propriétaire du label, Herman Lubinsky, malhonnête, ruine sa carrière, en l'empêchant d'enregistrer pour d'autres labels. Sa carrière est alors bloquée.
En 1962, il enregistre l’album Falling in Love Is Wonderful, chez Tangerine Records, le propre label de Ray Charles. Le disque reste seulement quelques semaines dans les bacs, avant d'être retiré de la vente, toujours à cause du contrat encore en vigueur avec Savoy Records. La situation se répète en 1969 avec Atlantic Records qui met le visage d’une femme noire sur la couverture de l’album The Source. En outre, à cause de sa voix, toute sa carrière durant, Jimmy Scott a été considéré comme un monstre de foire.
Jimmy Scott tombe alors dans l'oubli, retourne à Cleveland, travaille comme aide-soignant dans un hôpital, puis comme commissionnaire bagagiste dans un hôtel.

### Grand retour en scène
Il lui faut attendre trente ans, précisément mars 1991, pour que Sire Records lui demande de chanter Someone to Watch Over Me (en) pour les funérailles de Doc Pomus, grand compositeur de blues américain. C’était le dernier souhait du défunt qui, trois semaines plus tôt, avait murmuré le nom de l’artiste abandonné à l’oreille de sa fille.

« Il avait demandé à sa fille que je chante Someone to Watch Over Me pour ses funérailles. Trois semaines après, j'avais un appel de Sire Records. Je cherchais tellement une maison de disques ! Et c'est arrivé à l'enterrement. C'est fabuleux d'arriver si haut et de se dire : « je vais donner un coup de main à ce type » ! »

— Jimmy Scott, racontant sa vie.
Au cours des funérailles, Little Jimmy Scott chante cette chanson devant Seymour Stein, le producteur de Madonna, qui, impressionné, lui offre une nouvelle chance : il est alors redécouvert et Warner Bros lui fait signer un contrat pour cinq albums.
David Lynch le fait apparaître dans les derniers épisodes d’une mini-série mondialement connue, Mystères à Twin Peaks, où il chante Sycamore Trees dans la loge noire. Little Jimmy Scott fait son grand retour en juin 1992 avec l’album All the Way, pour lequel il reçoit un Grammy Award.
Viennent ensuite Dream en 1994, Heaven en 1996 et Holding Back the Years en 1998, comprenant toutes les reprises de la musique pop dont une chanson de Prince, Nothing Compares 2 U, dont l'Irlandaise Sinéad O'Connor avait fait un succès mondial.

« Il a la voix d’un ange et il peut vous briser le cœur. »

— Lou Reed, en parlant de Little Jimmy Scott
Le documentaire Jimmy Scott : If You only Knew lui vaut, en 2004 un Audience Award. En 2007, il reçoit, le 23 mars, un National Endowment Jazz Master Award.
Jimmy Scott est mort en 2014.

« The most unjustly ignored American singer of the 20th century 
(Le chanteur américain du XXe siècle le plus injustement ignoré.). »

— Joseph Hooper, The New York Times, 27 août 2000

## Discographie
| Titre                              | Année | Label              |
| ---------------------------------- | ----- | ------------------ |
| Very Truly Yours                   | 1955  | Savoy Records      |
| If You Only Knew                   | 1956  | Savoy Records      |
| The Fabulous Songs Of Jimmy Scott  | 1960  | Savoy Records      |
| Falling In Love Is Wonderful       | 1963  | Tangerine          |
| The Source                         | 1969  | Atlantic           |
| Can't We Begin Again               | 1975  | Savoy Records      |
| Doesn't Love Mean More             | 1990  | J's Way            |
| Live In New Orleans (1951 Concert) | 1991  | Fantasy            |
| All the Way                        | 1992  | Sire Records       |
| Dream                              | 1994  | Sire Records       |
| Heaven                             | 1996  | Sire Records       |
| Holding Back the Years             | 1998  | Artists Only       |
| Mood Indigo                        | 2000  | Milestone          |
| Over the Rainbow                   | 2001  | Milestone          |
| Unchained Melody (Live Album)      | 2001  | Tokuma             |
| But Beautiful                      | 2002  | Milestone          |
| Moonglow                           | 2003  | Milestone          |
| All Of Me: Live In Tokyo           | 2004  | Venus              |
| I Go Back Home                     | 2016  | Eden River Records |

### Compilation
| Titre                            | Année | Label              |
| -------------------------------- | ----- | ------------------ |
| Lost And Found                   | 1993  | Rhino Records      |
| Bravo Profiles: A Jazz Master    | 1993  | Bravo Records      |
| All Over Again                   | 1995  | Savoy Jazz Records |
| Everybody's Somebody's Fool      | 1999  | Universal          |
| The Savoy Years & More (Box Set) | 1999  | Savoy Jazz Records |
| Les Incontournables              | 2000  | Warner Bros        |
| Timeless                         | 2002  | Savoy Jazz Records |
| Someone to Watch Over Me (en)    | 2004  | Warner Bros        |
| The Essential Jimmy Scott        | 2005  | Metro Records      |
| Milestone Profiles: Jimmy Scott  | 2006  | Milestone          |

## Filmographie

### Cinéma
| Année | Titre                    | Titre original | Réalisateur   | Rôle                  |
| ----- | ------------------------ | -------------- | ------------- | --------------------- |
| 2001  | Chelsea Walls            |                | Ethan Hawke   | Skinny Bones          |
| 2008  | Soyez sympas, rembobinez | Be Kind Rewind | Michel Gondry | un fan de Fats Waller |

### Série télévisée
| Année | Titre                 | Épisode                                  | Rôle                           | Remarque                              |
| ----- | --------------------- | ---------------------------------------- | ------------------------------ | ------------------------------------- |
| 1991  | Mystères à Twin Peaks | Épisode 29 (Beyond Life and Death)       | Le chanteur dans la loge noire | Crédité sous le nom de James V. Scott |
| 1994  | Viper                 | Épisode 9 - Passé singulier (Past Tense) | ?                              | ?                                     |